# Sandra Day
Sandra Day (12. januar 1939 i Ebeltoft – 15. december 2010) var en dansk transseksuel, født som Alexander Brask Sørensen. Sandra Day var uddannet boghandler, men arbejdede også bl.a. som stripper, bordelmutter og skuespiller, og havde ved sin død indspillet et album, som udkom på hendes 72-årsdag. Sandra Day var et ikon i den danske homosubkultur. Sammen med sin "bror" Marcel, Marquis de Sade, blev hun synonym med 80'er generationen, der slog sine folder på det legendariske Madam Arthur[kilde mangler].

## Medvirken
Sandra Day medvirkede i filmen Lille spejl fra 1978 og blev portrætteret af Thomas Aagaard Skovmand i biografien Sandra Day – fra bondeknøs til piskedronning (ISBN 978-87-92076-00-7, 2007), og den 12. januar 2011 udkom hendes soloalbum Sing – don't cry.